# 山元サトシ
山元 聰（やまもと さとし、1986年12月1日 - ）は、日本のシンガーソングライター。京都府京都市出身。
2005年10月29日、18歳の時に1st「素顔」にてデビュー。
ボーカルデュオキッサコの元メンバー。現在は台湾と日本を行き来する生活を送っている。

## 概要・人物
身長178cm、体重70kg。中国語だけでなく、台湾のローカル言語「台湾語」を使用しこれまで台湾の音楽業界にはいなかった『台湾語で歌う日本人男性歌手』として大きな注目を集め、現在YouTubeと並行して日本、台湾で活動する日本人歌手。

## 台湾との出会い
2018年、初めて訪れた台湾で現地の文化や音楽に魅了され中国語知識ゼロの状態で台湾での活動を決意。2019年には単身台湾へ渡り、台北、台中、台南の各所で約3ヶ月間生活を実施。それ以後は日本と台湾を行き来しながら台湾の音楽業界を軸に芸能活動を行なっている。 また、作詞、作曲、編曲、動画制作など、制作全般を一人で行えるため中華圏で活動する有名歌手に楽曲提供等も行なっている。

## 日本での活動
2009年、ボーカルユニット「キッサコ」のメンバーとして活動を始めて以降、日本全国の寺院やカフェ、ライブハウス等を中心に活動。年間で約100公演以上を行いながら音楽活動を展開する。
2013年、地元京都でチャリティーイベント「故郷を守ろうproject」を開始。チャリティーCDを制作し、その収益を各団体への寄付にあて、ファンも巻き込みながら京都市の清掃活動などを開催。こうした活動が評価され京都市から表彰を受ける。
2015年12月、大阪中央公会堂でコンサートを開催。約600名を動員 (キッサコ)。同年、京都信用金庫の公認ソング「スタートライン」を作詞作曲、リリースする。
2016年7月、愛媛にある松山市民会館でコンサートを開催。約700名を動員 (キッサコ)。
2017年6月、THE ALFEE坂崎幸之助の「坂崎幸之助の番組という番組」に出演 (キッサコ)。
2017年8月、フジテレビNEXT『坂崎幸之助のお台場フォーク村』にて坂崎幸之助と共演。
2018年7月28日、京都で開催したコンサートを最後に約10年間在籍したキッサコを脱退。その後はソロに転向。

## 台湾での活動
2018年冬　台南の奇美博物館で毎年開催される超大型クリスマスイベントに日本人歌手として初の出演を果たす。4日間に渡り、約1万人の前で歌唱。
2019年夏、台南で開催した単独公演はチケット完売、満員御礼。
2020年、台湾語、日本語をMIXしたカバー動画『浪子回頭』、中国語、日本語、台湾語の三つの言語をMIXしたカバー動画『魚仔』などが台湾の各メディアで大々的に取り上げられ話題となり、各メディアでの総再生回数が1000万回を越え、台湾での知名度を上げる。
2021年11月より約3ヶ月間、台湾の人気音楽番組「台灣那麼旺」に日本人初の出演という快挙を成し遂げる。そして、これまで台湾の音楽業界には存在しなかった『台湾語で歌う日本人歌手』として話題となり、台湾の音楽界を牽引してきた大物プロデューサー、台湾を代表する人気歌手達から高い評価を受ける。また、番組に特別ゲストとして出演した中華圏のトップ歌手李聖傑(サム・リー)から逆指名を受けデュエットを果たす。 
番組出演後は更に認知度を上げ、各方面からオファーが殺到し、多くの有名歌手達とコラボ作品を制作。台湾のテレビ局「三立電視台」の番組で台湾在住の日本人歌手として特集番組が作られ放送される。また、各メディアでもその歌唱が大きく取り上げられ、自身の公式YouTubeチャンネルにアップされた動画の中には400万回を超える作品もある。 
現在は台湾の歌手のみならず、シンガポール、香港で活躍する大物歌手からもオファーを受け、コラボ作品を制作しながら、台湾の大型イベントなどにも出演。日本の有線大賞、アメリカのグラミー賞と同様に、台湾で毎年開催される音楽賞「金曲奨(きんきょくしょう)」を受賞した有名歌手、許富凱(キョ・フーカイ)、荒山亮(リック・ジャン)、また日本でも有名な台湾人歌手林育羣(リン・ユーチュン)、香港の歌手吳業坤(クワン・ゴー)、シンガポールの歌手永邦(ヨン・バン)などとも交友関係を持っている。
2022年6月には台湾の金曲奨受賞歌手で中国でも成功を収めた歌手張信哲（ジェフリー・チャン）の新曲『牽繫』を作曲。作詞は中華圏を代表する歌手であり歌神四天王張學友（ジャッキー・チュン）、黎明（レオン・ライ）、劉德華（アンディ・ラウ）などの作品も数多く手がける何啟弘。
2023年9月に台南市が開催する音楽コンテストにて自身が制作した中国語の楽曲「有妳的台南-君のいる街」がノミネートされる。この楽曲は台南市政府の公式ページでも紹介され話題となった。
そして現在は台湾のカウントダウンライブ出演を目標に活動しながら日本、台湾を中心に国内外で活動を展開。現在台湾で最も注目されている日本人男性歌手。

## 略歴
- 2005年10月 - 「素顔」でCDデビュー。
- 2009年7月 - フォークボーカルユニット「キッサコ」のメンバーに加入。全国の寺院、カフェ、ライブハウス等で活動を開始する。
- 2011年9月 - セカンドシングル「一輪の花」をリリース。
- 2012年9月 - YouTubeチャンネルを開設。
- 2013年
  - 5月 - 自身初となるミニアルバム「キボウ」をリリース。
  - 10月 - 自身が講師を務めるミュージックスクール「オトノハナ」を開校。
- 2015年12月 - キッサコとして、大阪市中央公会堂にてアコースティックワンマンライブを開催。約600人を動員。
- 2016年7月 - 松山市民会館大ホールにてキッサコバンドワンマンライブを開催。700人を動員。
- 2017年
  - 1月 - 京都府立文化芸術会館にて開催されたバンドワンマンライブは満員御礼。
  - 2月 - 体調の悪い中でライブを敢行。ライブ中に声帯を痛め、声帯ポリープを発症。
  - 9月 - 自身2枚目となるアコースティックミニアルバム『あした』をリリース。
  - 12月 - 愛媛県にある西条市丹原文化会館のワンマンコンサートを以って、ポリープ除去手術に伴う約3ヶ月間の活動休止。
- 2018年
  - 3月 - キッサコHPにて脱退を発表。2018年7月28日に京都府民ホールアルティにて開催のワンマンコンサートを以ってキッサコを離れ、以後はソロ活動を再開。
  - 4月 - 初めて訪れた台湾でC-POPと出会い興味を持ち始める。
  - 10月 - ソロ転向後初となるシングル「道標」をリリース。
  - 11月から3ヶ月間台湾に短期移住。台南、台中、台北と1ヶ月おきに移住。
  - 12月 - 自身初となる現地でのワンマンライブを経験。約60名を動員。又、台南にある奇美博物館で開催された聖誕祭にて計4日間歌唱。延べ1万人を前に歌を届けた。創設者である許文龍の前でも歌を披露。
- 2019
  - 1月 - 台湾在住の日本人歌手で元Sanyuan Taiwanのメンバー稲村壌治と台北でライブを開催。
  - 4月 - 稲村壌治とのコラボレーションシングル「ヒトリ」をリリース。作詞・編曲を山元サトシが担当。作曲を稲村壌治が担当した。
  - 6月 - 台湾では自身2度目となる台南でのワンマンコンサートを開催。満員御礼。
  - 10月 香港の国民的歌手吳業坤(Kwan gor)と動画でコラボレーション。1ヶ月間で再生回数10万回再生を記録し、香港の東網巨星（新聞社）でも取り上げられる。
- 2020年
  - 2月1日 - 京都府立文化芸術会館でのワンマン公演を開催。満員。
  - 5月頃より『中国語と台湾語と日本語で歌う日本人歌手』として台湾・香港のメディアに注目され始め、これまで中国語、台湾語などの名曲をカバーし動画をアップ。作品が立て続けに「台灣達人秀」「今日新聞」「ettoday」「三立新聞」など多くの有名メディアにシェアされ、動画の総再生回数は600万回再生を超え台湾での認知度が一気に上昇。台湾の有名歌手盧廣仲の「魚仔」を日本語、中国語、台湾語でカバーし再び大きな注目を集め、各メディアでシェアされた動画の再生回数はトータルで1000万回を超える。
  - 7月 - 香港の有名歌手吳業坤、馮家俊、姜麗文と久保田利伸の「LA LA LA LOVE SONG」をカバー。香港でも大きな話題となり、各メディアに取り上げられる。動画の再生回数は各メディアトータルで300万回以上。
- 8月から2021年3月 - 数多くのイベント出演オファーを受け、着実に台湾での認知度を上げる。
- 2021年
  - 9月 - 自身のYouTubeチャンネルにアップした一本の動画が突然バズる。(※2024年5月現在400万回再生を記録。)
  - 10月 - 台湾のメディア三立新聞の人気番組『我們一家人』に出演。密着取材された模様が全国放送。
  - 11月 - 台湾の人気音楽番組『台灣那麼旺』に日本人初の出演を果たす。これまで台湾の音楽業界には存在しなかった『台湾語で歌う日本人歌手』として話題となり、台湾の音楽界を牽引してきた大物プロデューサーや、台湾を代表する人気歌手達から高い評価を受ける。番組内で中華圏のトップ歌手・李聖傑から逆指名を受けデュエットを果たす。番組出演後は更に認知度を上げ、各方面からオファーが殺到し、多くの有名歌手達とコラボ作品を制作。
- 2022年6月 - 台湾の金曲奨受賞歌手で中国でも大成功を収めた歌手の張信哲（ジェフリー・チャン）の新曲『牽繫』を作曲。中国の音楽ランキングで1位を2度獲得。
- 2023年12月 - 台湾(台南)の観光名所であり日本統治時代に建設された林百貨が主催の記念イベントに、日本人史上初となるメインイベンターとして出演。約1時間にわたり、日本語、台湾語、中国語で歌を届ける。台南市政府の公式ホームページにも取り上げられた。
- 2024年2月 - ポケモンのサトシ役で知られる松本梨香氏がスペシャルゲストで出演のZepp New Taipeiで開催されたアニメソングイベントに唯一の日本人歌手として出演。日本のアニメソングを届ける。1500名が来場した。

## テレビ
- 2010年 - KBS京都「京BbizS」（キッサコ）
- 2015年 - テレビ愛媛「みんなのニュースえひめ」他、愛媛朝日放送、NHK北九州（キッサコ）
- 2017年 - KBS京都「おやかまっさん」（山元サトシ）
- 2017年8月 - フジテレビNEXT 坂崎幸之助「お台場フォーク村」共演：坂崎幸之助、所ジョージ、キッサコ

## ラジオ
- 2015年2月 - 京都ラジオカフェ「キッサコの家をつくるならラジオ」(2015年2月 - 2016年1月)
- 2017年4月 - エフエム愛媛「キッサコの日日是好日」(2017年4月 - )
- 2017年6月 - 坂崎幸之助の「坂崎さんの番組という番組」（ゲスト出演）

## ディスコグラフィー
シングル
|     | リリース       | タイトル                              | 規格 | 品番         |
| --- | -------------- | ------------------------------------- | ---- | ------------ |
| 1st | 2005年10月29日 | 素顔 / ややこしい気持ち               | 12cm | JPNTV-4      |
| 2nd | 2011年09月01日 | 一輪の花 / 不機嫌なキミ、不器用なボク | 12cm | IROHACDS-008 |
| 3rd | 2018年10月14日 | 道標                                  | 12cm | OHCD-001     |
| 4th | 2019年04月27日 | ヒトリ feat.稲村壌治                  | 12cm | OHCD-002     |
| 5th | 2020年02月01日 | Roots                                 | 12cm | OHCD-003     |

ミニアルバム
|     | リリース       | タイトル | 規格 | 品番          |
| --- | -------------- | -------- | ---- | ------------- |
| 1st | 2013年05月27日 | キボウ   | 12cm | IROHA-CDA-010 |
| 2nd | 2017年09月25日 | あした   | 12cm | IROHA-CDA-016 |

## 作品提供
・張信哲『牽繫』（作詞：何啟弘　作曲：陳聰）※"陳聰"は制作活動時に使用する名義